# Annapolis (ancienne circonscription fédérale)
Pour les articles homonymes, voir Annapolis (homonymie).
Annapolis fut une circonscription électorale fédérale de Nouvelle-Écosse. La circonscription fut représentée de 1867 à 1917.
C'est l'Acte de l'Amérique du Nord britannique de 1867 qui créa la circonscription électorale de Digby. Abolie en 1914, elle fut redistribuée parmi Digby et Annapolis.

## Géographie
En 1867, la circonscription d'Annapolis comprenait:
- Le comté d'Annapolis

## Députés
1. 1867-1878 — William Hallett Ray, Libéral
2. 1878-1882 — Avard Longley, Conservateur
3. 1882-1887 — William Hallett Ray, Libéral
4. 1887-1900 — John Burpee Mills, Conservateur
5. 1900-1904 — Fletcher Bath Wade, Libéral
6. 1904-1911 — Samuel W. W. Pickup, Libéral
7. 1911-1917 — Avard Longley Davidson, Conservateur